# Billy Fury
Billy Fury, nome d'arte di Ronald William Wycherley (Liverpool, 17 aprile 1940 – Paddington, 28 gennaio 1983), è stato un cantante britannico.

## Biografia

### I primi passi
Il cantante nacque al Sefton General Hospital di Liverpool dai genitori Albert e Jean. Crebbe nel Dingle – lo stesso quartiere degradato di Liverpool nel quale abitò Ringo Starr fino a ventidue anni – e lì frequentò le scuole medie e l'Istituto Superiore al Dingle Vale. Di salute cagionevole, da piccolo contrasse una febbre reumatica che gli portò seri disturbi cardiaci e che influenzò la carriera musicale, dato che per questa ragione e per i ricoveri in ospedale alcuni concerti dovettero essere cancellati; la carriera dal vivo si chiuse prematuramente e l'artista si ritirò in una fattoria dove si dedicò all'allevamento dei cavalli.
All'età di undici anni iniziò a prendere lezioni di pianoforte e a quattordici ebbe la sua prima chitarra. La sua crescita musicale ebbe luogo nel periodo corrispondente all'esplosione in Gran Bretagna dello skiffle, da cui l'artista in erba venne coinvolto tanto che a quindici anni era già il leader di un gruppo musicale. Compositore delle proprie canzoni, nel giro di tre anni vinse una gara per giovani talenti. Fu l'impresario Larry Parnes a scoprire le doti di Wycherley. La leggenda riferisce che il cantante era presente allo spettacolo “The Larry Parnes Extravaganza”, nel quale si esibiva il giovane rocker Marty Wilde. Durante uno scambio di battute fra i due cantanti nel backstage, Parnes notò le qualità musicali di Wycherley che perciò in quell'occasione venne fatto partecipare allo spettacolo ricevendo dal pubblico un caloroso riconoscimento.

### La carriera artistica
L'inizio della carriera di Wycherley risale al 1959, anno in cui il cantante registrò un brano di sua composizione, Maybe Tomorrow. Poco dopo avvenne il suo debutto televisivo in cui, con una performance seduttiva, rivelò un'espressione vocale profonda e intensa tale da poter essere accostato a due nomi del momento, Gene Vincent ed Eddie Cochran; con quest'ultimo era in programma un tour congiunto negli Stati Uniti che però fu annullato a causa della prematura scomparsa di Cochran.
Dopo il successo raggiunto con alcuni singoli, Billy Fury (come Parnes aveva soprannominato Wycherley) nell'aprile incise il primo album, The Sound of Fury, accompagnato dal chitarrista Joe Brown e da Andy White alla batteria. Il disco ebbe un lusinghiero successo di vendite e di critica, e venne considerato il primo grande album di rock and roll britannico – e uno dei più grandi del tempo secondo il giudizio che ne diede Keith Richards nel 1970.

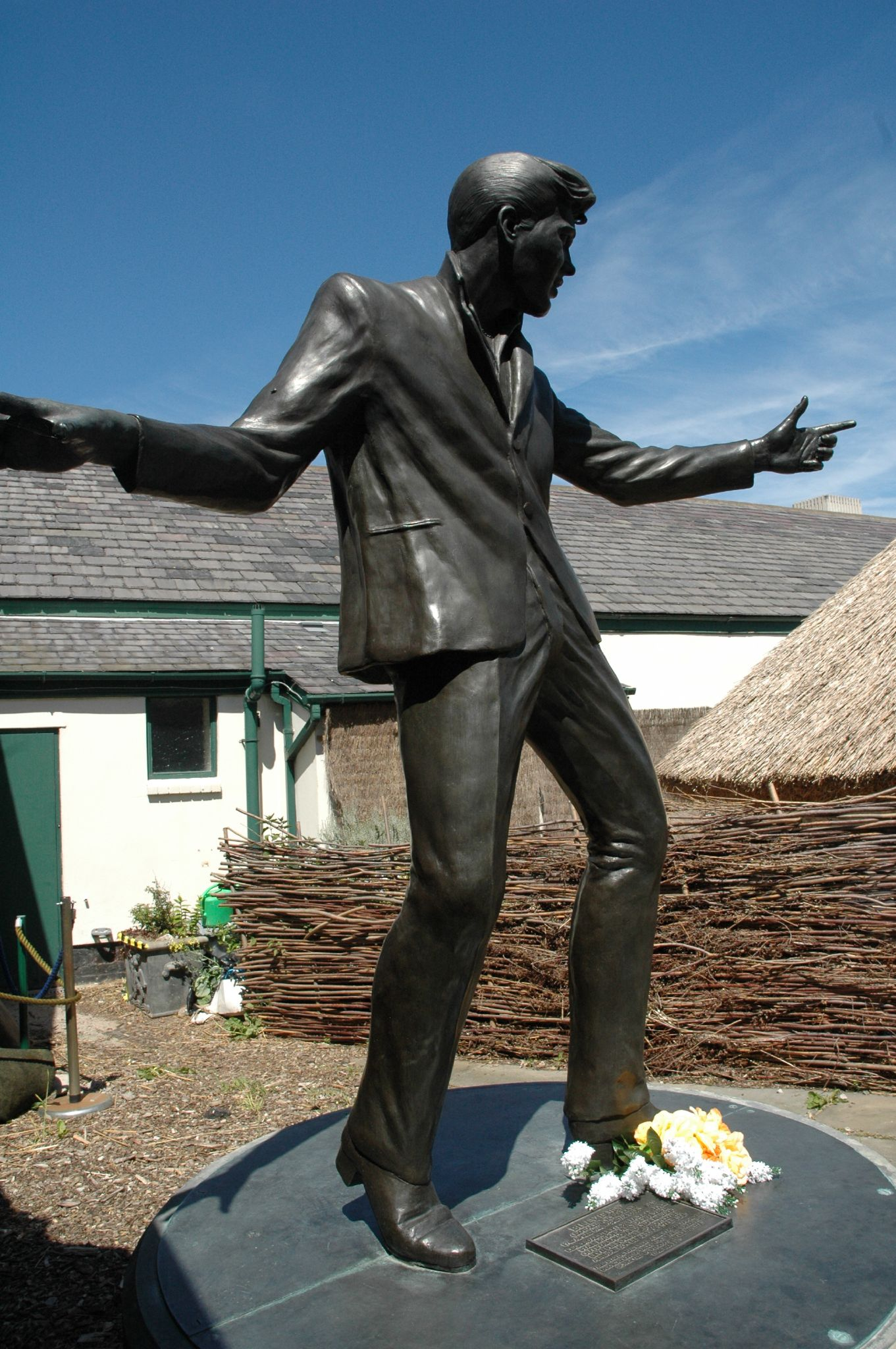
Statua raffigurante Billy Fury

Nello stesso anno, Billy Fury incrociò John Lennon e la sua formazione quando questi erano famosi soltanto nel Merseyside. Parnes aveva in programma di far esibire Fury assieme al miglior gruppo di Liverpool, così organizzò un provino nel quale il cantante avrebbe potuto scegliere fra cinque formazioni locali: Gerry & the Pacemakers, Cliff Roberts & the Rockers, Cass & the Cassanovas, Derry & the Senior e gli allora Silver Beatles. Questi ultimi vennero indicati da Fury come il gruppo più dotato, ma Parnes era rimasto perplesso dall'età e dall'aspetto del batterista Tommy Moore; l'impresario notò anche le difficoltà tecniche di Stuart Sutcliffe al basso, e propose di ingaggiare il gruppo lasciando a casa il bassista. L'offerta fu decisamente rifiutata da Lennon, perciò il complesso prescelto risultò essere Cass & The Cassanovas.
In seguito, Billy Fury ebbe modo di cantare supportato da altri gruppi fra i quali i Beat Boys e i Blue Flames che successivamente sarebbero stati capeggiati da Georgie Fame.
Nel 1960 la Decca Records decise di ammorbidire il sound di Fury. Con la casa discografica il cantante pubblicò diversi pezzi che raggiunsero il successo, come Talkin' in My Sleep e Don't Worry. L'anno dopo raggiunse il nº 3 delle classifiche con Halfway to Paradise, e pochi mesi dopo la vetta fu sfiorata da altri successi come Jealousy e I'd Never Find Another You. La popolarità di Fury cominciò a declinare con l'affermarsi dei Beatles nei gusti giovanili; il cantante continuò a incidere e ad avere buoni successi musicali e televisivi, ma a metà degli anni sessanta la sua salute iniziò a peggiorare. Dopo avere lasciato la Decca per firmare un contratto con la EMI, nel 1970 e l'anno successivo Fury subì due interventi chirurgici al cuore, ma nonostante le difficoltà di salute effettuò una fortunata tournée assieme al suo mito giovanile Marty Wilde e nel 1973 interpretò il ruolo di Stormy Tempest nel film That'll Be the Day recitando assieme a Ringo Starr.

### La fine
La carriera musicale di Fury fu interrotta definitivamente nel 1976 a seguito di un ulteriore intervento chirurgico. Il cantante effettuò alcune incisioni di vecchi successi e nel 1981 pubblicò un singolo, Be Mine Tonight, che non raggiunse un posto significativo  nelle classifiche. Il 4 marzo 1982 Billy Fury ebbe un collasso e fu vicino alla morte. Nonostante le successive incisioni di Love or Money e Devil or Angel e la voglia di esibirsi in tour, il 27 gennaio 1983 fu trovato a casa sua privo di coscienza. Trasportato in ospedale, morì poche ore dopo il ricovero.

## Discografia

### Album principali
- 1960 – Billy Fury (Ace of Clubs)
- 1960 – The Sound of Billy Fury (Decca)
- 1960 – Billy (Decca)
- 1963 – We Want Billy
- 1965 – I Gotta Horse (Decca)
- 1972 – World of Billy Fury (Decca)
- 1980 – World of, Vol. 2 (Decca)
- 1983 – The Only One (Polydor)
- 2000 – Wonderous Place: Live (Ozit)
- 2002 – Sings a Buddy Holly Song (Ozit)
- 2002 – Last Concert (Oz/T Morpheus)
- 2008 – Rarities, Vol. 9 (Ozit)